# پایگاه هوایی آبی دریاچه مک‌گاووک
پایگاه هوایی آبی دریاچه مک‌گاووک (به انگلیسی: McGavock Lake Water Aerodrome) یک فرودگاه همگانی است که یک باند فرود آب دارد. این فرودگاه در کشور کانادا قرار دارد و در ارتفاع ۳۳۵ متری از سطح دریا واقع شده‌است.